# Grande inondazione del 1889

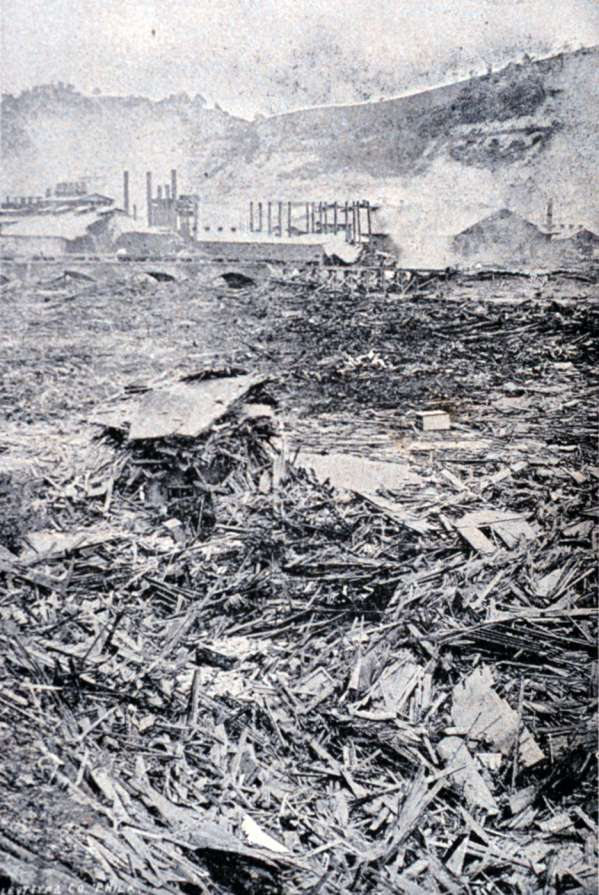
Macerie sul ponte ferroviario Pennsylvania

La grande inondazione del 1889, o disastro dell'inondazione di Johnstown, occorse in Pennsylvania USA il 31 maggio 1889. Fu il risultato del cedimento della diga di South Fork situata 23 km a monte della città di Johnstown a seguito di intense piogge cadute a partire dalla giornata precedente. Vennero rilasciate in totale 20 milioni di tonnellate di acqua. La conseguente inondazione causò la morte di 2209 persone e danni per 17 milioni di dollari.

## La diga di South Fork e gli eventi
La diga, in terra e pietrame, sul corso del fiume Little Conemaugh, alta 23 m e lunga, al coronamento, 260 m, venne sormontata da una lama d'acqua avente un tirante idrico di circa mezzo metro, a seguito della quale, nel punto strutturalmente più debole, cominciò a formarsi una breccia dalla quale cominciò a sversarsi a valle il volume idrico accumulato.
Ne derivò un'onda di piena con portata al colmo stimata tra 5.600 e 8.500 m3/s. A fenomeno esaurito, la breccia, di forma trapezoidale, aveva una lunghezza sommitale di circa 128 m.

## Numero delle vittime

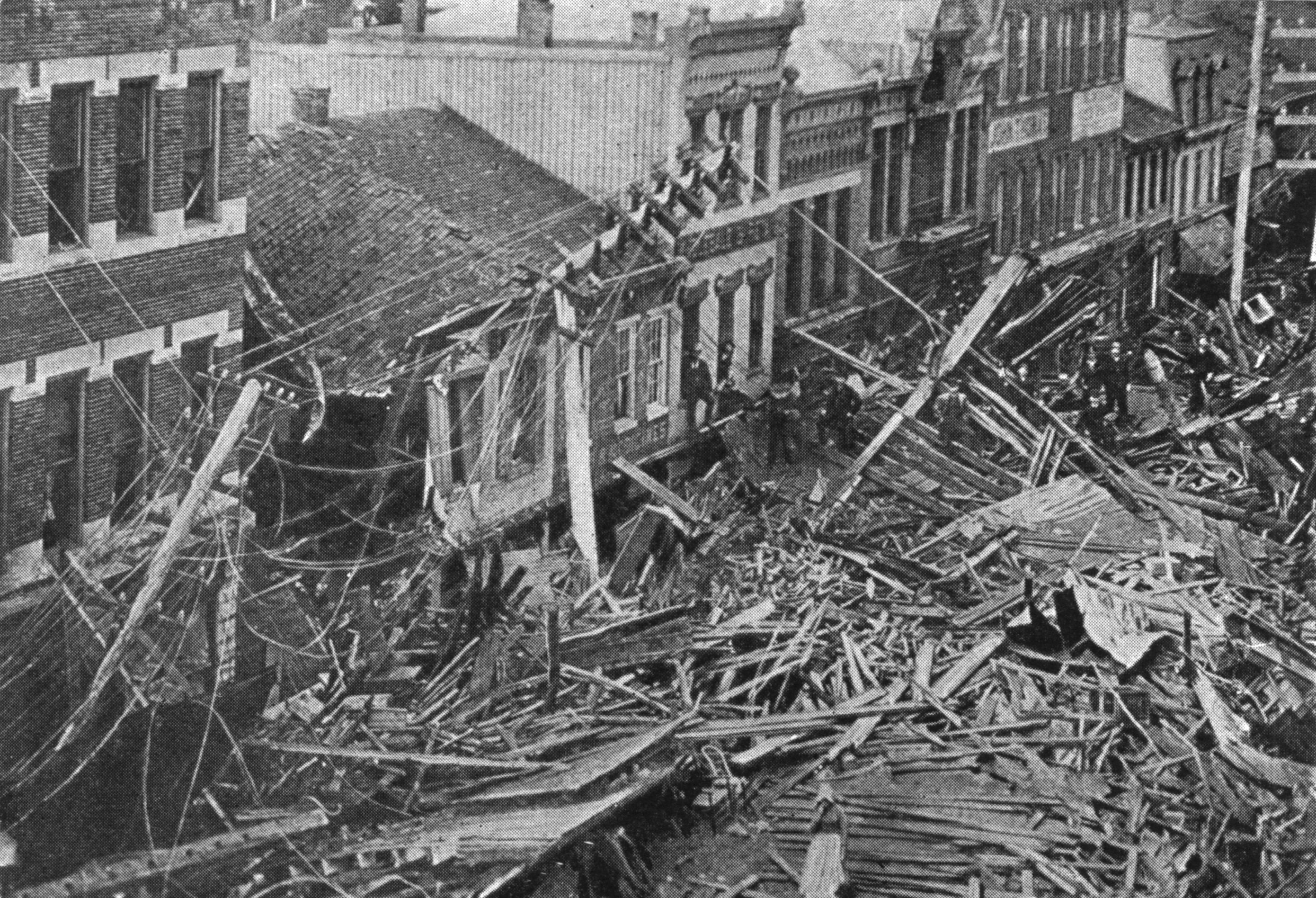
La strada principale dopo la catastrofe

Morirono in totale 2.209 persone di cui 396 bambini. 99 famiglie intere scomparvero e 98 bambini persero entrambi i genitori. 777 corpi non furono mai identificati. Furono distrutte 1600 case e danni per 17 milioni di dollari. 10 km² del centro di Johnstown furono completamente rasi al suolo.